# Florence Devouard
'Florence Devouard (Versalles', 10 de septiembre de 1968) es una ingeniera agrónoma francesa que fue Vicepresidenta de Wikimedia Francia de 2004 a 2008, y presidió la Fundación Wikimedia de 2006 a 2008. 

## Biografía
Nacida en Versalles en septiembre de 1968, Florence Jacqueline creció en Grenoble, estudió en Nancy y vivió en Amberes, Bélgica y Tempe, Arizona, antes de mudarse a Malintrat — de la cual fue consejera municipal de 2008 a 2013, en Puy-de-Dôme.
Está casada y es madre de tres hijos.

### Formación
Es ingeniera agrónoma, y de industrias agroalimentarias por la Escuela Nacional de Agronomía e Industrias Alimentarias (ENSAIA) y graduada en genética y biotecnologías por el Instituto Politécnico Nacional de Lorena (INPL).

### Carrera profesional
Trabajó durante un tiempo en la investigación pública, en particular en el Instituto Nacional de Investigaciones Agronómicas (INRA) y en el Centro Nacional de Investigaciones Científicas (CNRS), donde participó en la rehabilitación de suelos.
En julio de 2008, se estableció como consultora independiente, ofreciendo asesoramiento, formación y seminarios sobre “prácticas colaborativas en línea". Señalando que «Las wikis ayudan a romper los silos en las empresas», lanzó una wiki sobre iniciativas innovadoras que podīan reproducirse globalmente. 
Florence Devouard ha trabajado de forma habitual como colaboradora científica en la Universidad SUPSI (Scuola universitaria professionale della Svizzera italiana), en el marco de proyectos de investigación aplicada al sector de la educación y del arte.

### Fundación Wikimedia
Se unió a Wikipedia en febrero de 2002 y estuvo muy involucrada en su estructuración y en la creación de la Fundación Wikimedia. Fue elegida miembro de la junta directiva y fue vicepresidenta durante el primer mandato desde junio de 2004. En octubre de 2006, se convirtió en presidenta de la Fundación Wikimedia, sustituyendo a su fundador Jimmy Wales, ahora presidente honorario. Bajo su presidencia, en 2007, la enciclopedia llegó a estar entre los 10 primeros sitios web franceses.
En mayo de 2008, anunció que no se presentaría a la renovación del puesto como miembro del consejo de administración de la Fundación Wikimedia, prevista para el mes de junio. El 17 de julio de 2008, la nueva junta directiva eligió a Michael Snow.

### Wikimedia Francia
Es miembro fundadora de la asociación Wikimedia Francia en 2004 y fue parte de su consejo de administración hasta 2012.

### Otras posiciones
Es vicepresidenta desde al menos 2014 de la fundación suiza Ynternet.org, que trata de promover la cultura de la comunicación electrónica libre.
Se unió a la junta directiva de la asociación Open Food Facts en 2019.

## Brecha de género y representación africana en Wikipedia
Florence Devouard participa en iniciativas relativas al lugar de la mujer y a la brecha de género en Wikipedia, y también participa en pro de mejorar la inclusión de África en los proyectos del movimiento Wikimedia.

### Brecha de género
En septembre 2015 fue invitada a dar una conferencia sobre la brecha de género en la Universidad de Ginebra. En 2018, coorganizó el lanzamiento del proyecto Wikimujeres-Mujeres en Rojo. El 12 de junio de 2018, fue invitada por el HEG en Ginebra para hacer una presentación sobre las noticias falsas.

### Lugar de África en Wikipedia y en el movimiento
Florence Devouard creó Wiki Loves Women, Wiki Loves Africa, WikiChallenge Ecoles d'Afrique y Wikifundi, la herramienta de competición. Se trata de proyectos destinados a aumentar la proporción de contenidos africanos en Wikipedia, así como a promover la participación de editoras africanas.

#### Wiki ama a las mujeres
En 2016, lanzó con Isla Haddow-Flood el proyecto Wiki Loves Women, financiado por el Instituto Goethe, con 120.000 euros. El proyecto tiene como objetivo desarrollar la comunidad en Costa de Marfil, Camerún, Ghana y Nigeria para producir contenido sobre mujeres africanas en proyectos de Wikimedia. En 2018, el proyecto se expandió a Tanzania y Uganda, gracias al apoyo de la Fundación Wikimedia.

#### WikiFundi

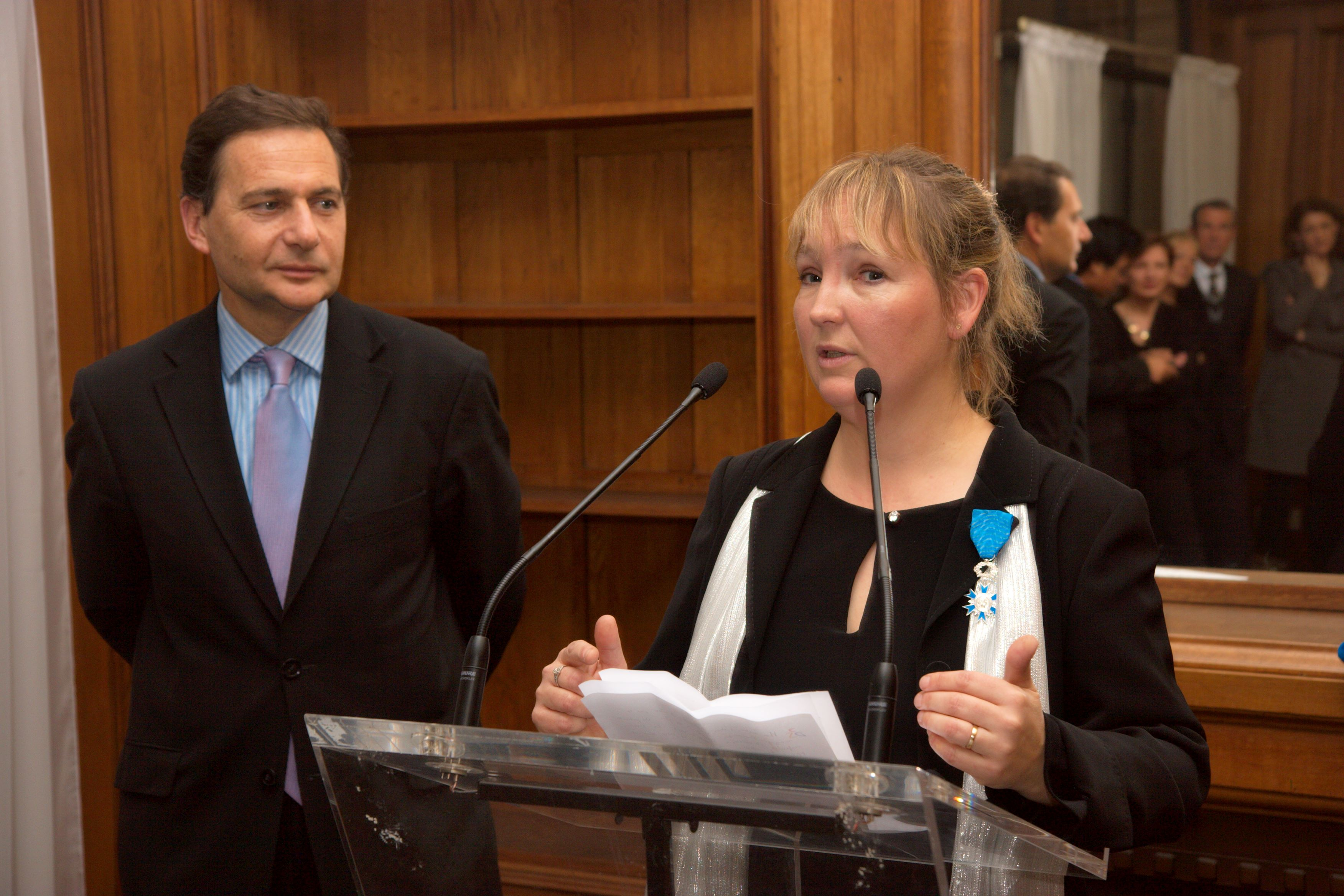
Discurso de Florence Devouard durante la entrega de su Orden Nacional del Mérito.

Florence Devouard es la creadora de la plataforma de software WikiFundi, cuyo objetivo es permitir la contribución fuera de línea a Wikipedia, Luego, Devouard utiliza WikiFundi en el marco de proyectos educativos, como WikiAfrica Schools o WikiChallenge Ecoles d'Afrique.

#### Wiki AmoresAfrica
Florence Devouard lanzó con Isla Haddow-Flood el concurso fotográfico temático anual Wiki Loves Africa en 2014.

## Reconocimientos
El 16 de mayo de 2008, fue nombrada Caballero de la Orden Nacional del Mérito,la medalla le fue entregada el 17 de diciembre de 2008 por Éric Besson, secretario de Estado encargado de la Previsión y Evaluación de las políticas públicas.
En octubre de 2008 recibió el Montgolfier, otorgado por la Sociedad para el Fomento de la Industria Nacional en la categoría “ comunicación y formación»